# EPIC 206192335
EPIC 206192335 — одиночная звезда в созвездии Водолея на расстоянии приблизительно 613 световых лет (около 188 парсеков) от Солнца. Видимая звёздная величина звезды — +12,31m.
Вокруг звезды обращается, как минимум, одна планета.

## Характеристики
EPIC 206192335 — жёлтый карлик спектрального класса G. Масса — около 0,89 солнечной, радиус — около 0,82 солнечного, светимость — около 0,49 солнечной. Эффективная температура — около 5518 К.

## Планетная система
В 2016 году командой астрономов было объявлено об открытии планеты.